# Resolución 1156 del Consejo de Seguridad de las Naciones Unidas
La resolución 1156 del Consejo de Seguridad de las Naciones Unidas, adoptada por unanimidad el 16 de marzo de 1998, después de reafirmar la resolución 1132 (1997) sobre la situación en Sierra Leona y observar el regreso del presidente democráticamente electo Ahmad Tejan Kabbah; el Consejo, actuando bajo el Capítulo VII de la Carta de las Naciones Unidas, terminó las sanciones de petróleo en el país, aunque un embargo de armas continuaría vigente.
El Consejo de Seguridad acogió la iniciativa del Secretario General Kofi Annan de hacer recomendaciones referentes al futuro papel de las Naciones Unidas y su presencia en Sierra Leona. El embargo de armas sería revisado en vista de los nuevos desarrollos y discusiones con el gobierno de Sierra Leona.